# Мостовские
Мостовские (пол. Mostowski) — графский и дворянский род герба Доленга, происходящий из Мазовии.
Яков Мостовский подписал от воеводства полоцкого акт избрания Сигизмунда Августа (1548). До начала XVIII в. род Мостовских принадлежал к заурядной польской шляхте.
В XVIII в. некоторые Мостовские были каштелянами и воеводами; Фаддей-Антон Мостовский (1766—1842) был министром внутренних дел и исповеданий в княжестве Варшавском (1812—15) и в Царстве Польском (1815—25), а затем сенатором. Ему принадлежит капитальное издание «Wybory celnejszych pisarżów polskich» (Варшава, 1803—1805, 27 т.); кроме сеймовых речей, им издана ещё книга: «Rachunek z administracyi fundusz ów komisyi spraw wewn ę trznych i policyi za r. 1818».
Мостовские получили графский титул от императора Иосифа II в 1780 г. Род Мостовских внесен в V ч. родословных книг Виленской и Ковенской губ. и в книги дворян Царства Польского.

## Известные представители рода
- Мостовский, Павел Михаил (ок. 1721 — 18 апреля 1781, Париж) — государственный и военный деятель Речи Посполитой.
- Мостовский, Тадеуш Антоний (1766—1842) — граф, польский писатель, журналист, политик, издатель, министр внутренних дел Варшавского Великого герцогства (1812) и Царства Польского (1815—1830).
- Мостовский, Богдан Станислав (ок. 1825 - 1873) - крупный землевладелец Виленской губернии.